# East of Midnight
East of Midnight è un album in studio del cantautore canadese Gordon Lightfoot, pubblicato nel 1983.

## Storia
Lightfoot ha arruolato il tastierista e produttore David Foster per la canzone Anything for Love, che ha raggiunto la 13ª posizione nella classifica Adult Contemporary e la 71ª nella classifica Country.

## Tracce
1. Stay Loose – 3:53
2. Morning Glory – 3:24
3. East of Midnight – 4:04
4. Anything for Love – 3:20
5. Romance – 3:31
6. Let it Ride - 4:00 – 4:00
7. Ecstasy Made Easy – 4:05
8. You Just Gotta Be – 3:34
9. A Passing Ship – 3:55
10. I'll Tag Along – 3:08

## Formazione
- Gordon Lightfoot - voce, chitarra
- Bob Mann - chitarra, chitarra ritmica
- Michael Landau - chitarra
- Tom Szczesniak - basso, tastiere, sintetizzatore
- David Foster - tastiere, sintetizzatore
- James Newton Howard - tastiere, sintetizzatore, percussioni
- Mike Heffernan - tastiere
- Lou Pomanti - organo Hammond
- Vern Dorge - sassofono contralto, sassofono tenore
- Sheree Jeacocke - armonie vocali
- Barry Keane - batteria, percussioni
- Lenny Castro - percussioni